# Message (études supérieures)
Pour les articles homonymes, voir Message (homonymie).
 (mai 2021).
L'épreuve Message est un concours universitaire français permettant l'accès à des filières sélectives de l'enseignement supérieur français dans le domaine de la gestion, les IAE.

## Diplômes
Depuis 2009, le concours Message, auparavant exigé pour l'accession dans tous les MSG (Master Sciences de Gestion) et Master Comptabilité Contrôle Audit (CCA), est remplacé par le test IAE-Message (SIM) qui conditionne en partie l'accès à ces filières sélectives. L'étudiant justifie désormais d'un certain niveau d'aptitude par le score obtenu.

## Olympiades de Gestion
Chaque année un établissement membre du réseau Message organise un rassemblement national où les différents établissements membres s'affrontent dans une épreuve de simulation de Gestion d'entreprise.
Cette compétition inter-universitaire est appelée Les Olympiades de Gestion.

## Universités du réseau Message
- Université d'Aix-Marseille
- Université d'Amiens
- Université d'Angers
- Université de Bordeaux IV (Montesquieu)
- Université de Bourgogne (Dijon)
- Université de Bretagne occidentale
- Université de Caen
- Université de Cergy-Pontoise
- Université de Haute-Alsace (Mulhouse/Colmar)
- Université de Lille I
- Université de Lille II
- Université de Limoges
- Université du Littoral (Boulogne sur Mer)
- Université de Lyon III
- Université du Maine (le Mans)
- Université Paris-Est Marne-la-Vallée
- Université de Metz
- Université de Montpellier I
- Université de Nancy II
- Université de Nantes
- Université de Nice
- Université d'Orléans
- Université de Paris I (Sorbonne)
- Université Paris Descartes
- Université de Paris X (Nanterre)
- Université de Paris XII (Val de Marne)
- Université de Poitiers
- Université de Reims Champagne-Ardenne
- Université de Rennes I
- Université de Rouen
- Université de Saint-Étienne (Jean Monnet)
- Université de Toulon et du Var
- Université de Toulouse
- Université de Tours
- Université de Valenciennes
- Université de Versailles-Saint-Quentin-en-Yvelines